# Clelia Durazzo
La marchesa Clelia Durazzo (Genova, 1760 – Genova, 1837) è stata una botanica italiana.

## Biografia
Nacque nel 1760, figlia di Giacomo Filippo Durazzo, naturalista e bibliofilo, e Maddalena Pallavicini, e quindi crebbe in seno ad una delle più illustri famiglie aristocratiche genovesi, capace di dare alla Repubblica di Genova nove dogi, due cardinali, cinque vescovi, sedici ambasciatori oltre a molti collezionisti e mecenati.
Andò sposa a Giuseppe Grimaldi e si dedicò sin da giovane agli studi sulla botanica, seguendo le orme dello zio paterno, Ippolito. Già nel 1794 fu in grado di avviare il suo personale orto botanico, arricchendo di piante rare il giardino della villa dove risiedeva (oggi, Villa Durazzo-Pallavicini) situato a Pegli, distante 10 km a ponente di Genova.
Nel 1797 fu costretta a trasferirsi a Parma (dove dovette riparare per sfuggire ai tumulti che agitavano la Repubblica ligure) ma non interruppe mai i suoi studi.
Dopo pochi anni, cessati i moti popolari, tornò a Pegli e continuò a coltivare la sua passione per la botanica. Ampliò il giardino con numerose piante esotiche e nel 1812 realizzò un catalogo botanico di grande interesse scientifico.
L'Orto botanico "Clelia Durazzo" (facente parte della Villa Durazzo-Pallavicini), già ristrutturato dal nipote Ignazio Alessandro Pallavicini e restaurato nel 2004, è meta di visite da parte del pubblico e della comunità scientifica.
Prima della sua morte, avvenuta nel 1830, donò alla Biblioteca civica Berio una collezione di opere botaniche ed un erbario ricco di oltre cinquemila varietà di piante. L'erbario di Clelia Durazzo è oggi conservato al Civico Museo Doria di Storia Naturale di Genova.
Il suo successore, il nipote Ignazio Alessandro Pallavicini, fece realizzare dall'artista Giovanni Battista Cevasco una statua marmorea che la raffigurava con un ramo tenuto in una mano e nell'altra un erbario. La marchesa Durazzo, infatti, soprannominata "l'erborista", oltre che per il valore della sua opera, viene ricordata come un raro esempio di donna scienziato del Settecento, capace di imporsi nella comunità scientifica, rigorosamente maschile, dell'epoca.
A Clelia Durazzo è intitolata anche un istituto scolastico, la "Scuola secondaria di I grado Clelia Durazzo", nel quartiere genovese di Quinto al mare.